# Joseph-Albert Malula
 (août 2022).
Joseph-Albert Malula, né le 17 décembre 1917 à Léopoldville (Congo belge, aujourd'hui Kinshasa en république démocratique du Congo) et mort le 14 juin 1989 à Louvain (Belgique), est un cardinal congolais, l’un des premiers prêtres de Kinshasa, et archevêque de Kinshasa de 1964 à 1989. Il fut également président du Symposium des Conférences Épiscopales d'Afrique et de Madagascar.

## Biographie
Né à Léopoldville le 17 décembre 1917, Joseph-Albert Malula est l'un des cardinaux les plus importants de l'histoire moderne de l'Église catholique en Afrique noire. Il est considéré comme l’un des fondateurs des Églises d’Afrique et une figure de la patristique africaine, l’« émule des saints Athanase[Lequel ?], des Cyprien[Lequel ?] et des Augustin », «le père du rite zaïrois ou le pionnier par excellence de l’africanisation de l’Église sur le continent noir ».[réf. nécessaire] Cette considération dont fait l’objet Joseph Malula est partagée par exemple par Zoa[Lequel ?] du Cameroun qui le qualifie comme « l’un des plus grands de ceux que ce siècle aura produit sur notre continent africain »[réf. nécessaire], ou par Laurent Monsengwo du Congo qui estime qu’il est « un géant de l’histoire du Zaïre et de l’Afrique »[réf. nécessaire] .
Il est reconnu[Par qui ?] comme un personnage passionné pour la profondeur subversive de la Parole de Jésus, solide dans la foi, et un humaniste doté d'une grande culture littéraire[réf. nécessaire]. L'un des projets mobilisateurs de son ministère fut de contribuer à la restauration du dialogue entre la dimension universelle et locale de l'Église catholique.

## Jeunesse
Joseph Albert Malula voit le jour le 17 décembre 1917 dans une famille catholique. Son père, Remacle Ngalula de Bena Kabindi, originaire de la province de Kasaï dans le centre du Congo, a reçu une formation de menuisier à la Colonie scolaire de Boma, dans l’ouest du Congo, école tenue alors par les Frères des écoles chrétiennes. Sa mère, Jeanne Bolumbu, vient du nord du pays (Équateur). Accueillie au pensionnat des Sœurs de la Charité de Moanda, elle apprend à lire, à écrire et à coudre. C’est dans la province du Bas-Congo, durant leurs années de formation, que Remacle et Joanne se rencontrent et se marient à la mission catholique de Kangu au Mayombe avant de s'installer à Léopoldville[réf. nécessaire].
Cinquième d’une famille de huit enfants, Joseph fréquente, de 1924 à 1929, l’école primaire Sainte-Anne, dirigée à l’époque par le père Raphaël de la Kéthulle qui exerce une influence décisive sur son avenir. Repéré par lui comme un élève doué, Joseph est envoyé en 1930 au petit séminaire de Mbata Kiela, dans le Bas-Congo, école fondée et tenue par les Scheutistes. Il y commence la sixième latine ainsi que son premier apprentissage à la vie spirituelle et affirme son goût pour les études, la lecture et la musique[réf. nécessaire].
En 1934, à la suite de l'érection du nouveau vicariat apostolique du Mayombe et de sa séparation du vicariat de Léopoldville, Malula est transféré au séminaire de Bolongo dans le nord du Congo.
En 1937 , il entame des études post-secondaires au grand séminaire du Christ-Roi de Kabwe, au centre du pays. Il y étudie trois ans la philosophie et cinq la théologie.
C’est durant ces années[Lesquelles ?] qu’il a commencé à se poser des questions aussi fondamentales que celle du rapport entre l’Église et la vie d’un peuple, celle du rôle du prêtre dans la vie d’un peuple ou encore celle sur le fait colonial[réf. nécessaire].
Durant sa formation, il développa rapidement un goût très prononcé pour la lecture se plongeant dans les écrits des pères de l’Église, particulièrement d’Augustin, de Cyprien[Lequel ?]. Après Pascal, il découvre les grands philosophes modernes[Lesquels ?]. Mais la rencontre décisive sera l’œuvre de Saint Thomas d'Aquin dont il découvre la rigueur et l’esprit de méthode. Il s’appliquera plus tard à la même rigueur ; mais il saura réagir au côté systématique et doctrinal du thomisme[réf. nécessaire].
En 1944, Joseph achève ses études de théologie. Après une année de stage au petit séminaire de Bokoro, il est ordonné prêtre le 9 juin 1946 au stade Reine-Astrid de Léopoldville en compagnie de son condisciple et ami, Eugène Moke.

## Prêtre
Après son ordination, Joseph Malula est d’abord professeur au petit séminaire de Bokoro. Quelques mois seulement après cette première affectation, il devra acquiescer à la demande formulée par Félix Scalais, vicaire apostolique de Léopoldville, le nommant vicaire à la paroisse Saint-Pierre, puis curé de la paroisse du Christ-Roi et, plus tard, de celle de Saint-Pierre : deux des plus anciennes et plus grandes paroisses de Léopoldville. Premier prêtre autochtone à exercer la charge de « curé ». Il a alors une confiance sans réserve de la part de son évêque, Félix Scalais.[réf. nécessaire]
Durant ces premières années, qui coïncident avec l’émergence de la vague de la décolonisation, Malula devient, à Léopoldville, l’une des chevilles pensantes de la société[réf. nécessaire]. Sa réflexion est placée sous le signe de deux considérations critiques : le déracinement culturel, produit de la situation coloniale, et la nécessité pour l’Église missionnaire de se distancer du pouvoir colonial[réf. nécessaire]. Perçu par les tout premiers jeunes intellectuels congolais[Lesquels ?] comme un guide attachant, Malula est souvent sollicité pour l’animation de plusieurs mouvements chrétiens, parmi lesquels l’Action catholique, et il est fondateur de la Ligue des Évolués Catholiques du Congo. En outre, il lance le Mouvement Familial Chrétien[réf. nécessaire]. Dans cette conjoncture sociale et politique nouvelle, sur fond de malaise populaire, l'abbé Malula tente déjà à sa façon de réaliser la conjonction entre l’Église et l’expérience congolaise[réf. nécessaire].

## Évêque
Nommé vicaire apostolique auxiliaire en 1959, tout juste avant l’érection de Léopoldville en diocèse et quelques mois avant l’indépendance du Congo, Joseph Malula devient archevêque de Kinshasa (nouveau nom de Léopoldville) en 1964. Troisième évêque autochtone congolais, il est considéré comme « l’un des fondateurs des Églises d’Afrique, l’un des pères et une figure de la patristique africaine »[réf. nécessaire].
Après sa nomination comme premier évêque congolais de Kinshasa, Malula doit faire face à la vague des indépendances[Lesquelles ?] et à la tenue du Concile Vatican II, mais aussi à de nouvelles idéologies politiques africaines basées sur la revendication des identités culturelles traditionnelles[réf. nécessaire].
Un exode massif et croissant des populations rurales vers les nouvelles agglomérations urbaines pose de nouveaux défis, ainsi que la naissance de la dictature de Mobutu, la croissance du phénomène de la pauvreté, etc[réf. nécessaire]. Ces problèmes imposent la nécessité de l’africanisation de l’Église. Cette dimension socio-politique de l'Église congolaise à l'époque de Joseph Malula est réprimée par le pouvoir dictatorial de Mobutu. Victime de campagnes d’intimidation et d’isolement, il échappe d'extrême justesse à une exécution programmée[réf. nécessaire].
Il est envoyé en exil à Rome. Six mois plus tard, à la faveur de l’intervention diplomatique et personnelle du pape Paul VI, il peut retourner au Congo[réf. nécessaire].

## Cardinal
Il est nommé cardinal en avril 1969
Le cardinal Malula a assumé tant qu’évêque les fonctions du vice-président de la Conférence nationale des évêques du Congo et de président du Symposium des Conférences Épiscopales d’Afrique et de Madagascar (SCEAM) de 1984 à 1987 .
Il a pris une part active au concile Vatican II (1962-1965) en contribuant grandement à la rédaction du fameux document Sacrosanctum Concilium, sur la liturgie[réf. nécessaire]. En plus d’avoir coprésidé le Synode des évêques de 1985, il a surtout participé comme membre dans plusieurs commissions de ces synodes[réf. nécessaire].
Il s'est impliqué dans le processus de l’indépendance du Congo, participé au débat relatif à la reconnaissance de la théologie africaine. Il a créé une communauté religieuse féminine et pris position en matière de justice sociale et en faveur des droits des femmes, des hommes et des pauvres[réf. nécessaire].
Il meurt le 14 juin 1989 à Louvain, en Belgique, à la suite d'une hémorragie cérébrale[réf. nécessaire]. Ses obsèques ont lieu le 18 juin 1989, dirigés par Eugène Moke et Tharcisse Tshibangu, évêques auxiliaires. À Rome, une messe est célébrée en sa mémoire par le cardinal Barbarin Gantin qui lui rend un hommage vibrant[réf. nécessaire].

## Hommages
- L'église catholique congolaise décréta une « année du Cardinal Malula » du 20 septembre 2009 au 20 septembre 2010[3].
- Le gouvernement congolais, cette même année, l'a fait « héros national »[3].
- Le stade Cardinal-Malula, a été nommé d'après lui (plus ancien stade de Kinshasa, inauguré en 1937, sous le nom de stade Reine-Astrid, il sera renommé stade du 24-Novembre, date du coup d'État de Mobutu Sese Seko, puis renommé après la fuite du dictateur).
- Doctorats honorifiques des universités de Boston et de Louvain-La-Neuve[réf. nécessaire].